# ساوت هیتون
ساوت هیتون (به انگلیسی: South Heighton) یک روستا و محله مدنی در بریتانیا است که در Lewes واقع شده‌است. ساوت هیتون ۸٫۵ کیلومتر مربع مساحت و ۹۹۰ نفر جمعیت دارد.